# Malaba
Malaba är huvudort i distriktet Teso i Västprovinsen i Kenya. Centralorten hade 16 480 invånare vid folkräkningen 2009, med totalt 63 324 invånare inom hela stadsgränsen.